# Есквилин
Вижте пояснителната страница за други значения на Есквилин.
Есквилин е един от Седемте хълма на Рим. Разположен е в източната част на града. Все още има много дебати за произхода на името Esquilino. Според един хълмът е наречен така поради изобилието на зелени дъбове, които растат там. Според други след създаването на Рим, Капитолият, Палатин и северните краища на Целий били най-заселените места в града и техните обитатели се считали за inquilini, живеещи в града, а тези, които живеели във външните райони – Aurelian, Oppius, Cispius, Fagutalis – били считани за exquilini, жители на предградията.
Тит Ливий в „Историята на Рим“ (I, 44, 3) споменава, че Сервий Тулий (6 век пр.н.е.) се преместил да живее на Есквилин, за да увеличи престижа му и да накара римляните да си строят къщи там, но въпреки това хълмът останал дълго време незастроен. Той бива заселен по-масово едва през 1 век пр.н.е, когато се превърнал в един от аристократическите квартали на Рим.
През 1781 на хълма е открита мраморната статуя на „Дискохвъргачът“ на Мирон, наричана понякога и Дискобол.